# Casta (Lateinamerika)

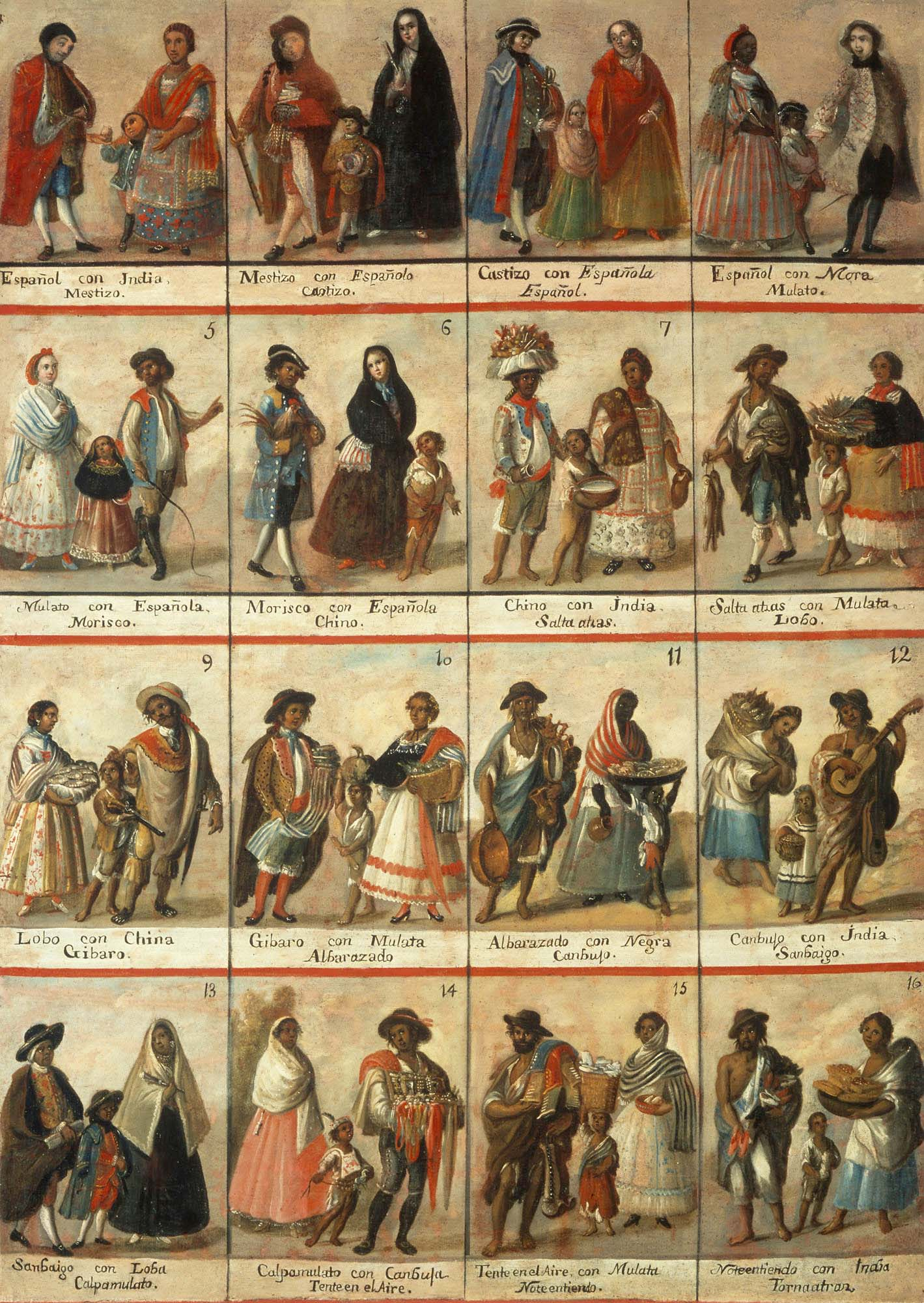
16 Casta-Kombinationen (mexikanisches Ölgemälde, 18. Jh.)

Casta (spanisch/portugiesisch „Kaste“) war eine Bezeichnung in lateinamerikanischen Ländern für die Nachkommen von Verbindungen unterschiedlicher Bevölkerungsgruppen, hauptsächlich aus Nachfahren von Subsahara-Afrikanern, Europäern und Indianern. Die zum Teil sehr komplizierten Unterscheidungen sind Ausdruck einer ebenso feinen sozialen Abstufung, die in der Regel mit sozialer und rechtlicher Diskriminierung verbunden war, vor allem, je größer die Zahl der indigenen Ahnen im Familienstammbaum war. 
Entsprechend haben die Bezeichnungen der Castas in der Regel auch herabsetzenden Charakter. Rechtlich waren sie etwa in Mexiko den Indios untergeordnet, deren Rechte geschützt wurden. Heute sind diese Bezeichnungen kaum noch gebräuchlich. Sie spiegeln das soziale Gefüge der Gesellschaften Lateinamerikas wider, wie es bis weit ins 20. Jahrhundert hinein bestand. 

## Das lateinamerikanische Kastensystem

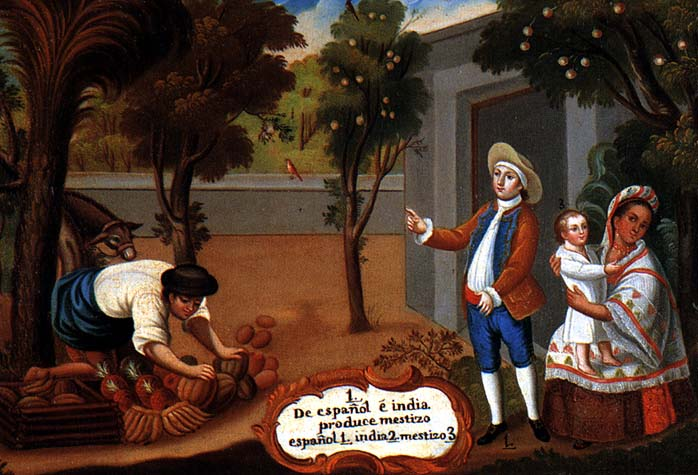
Mestize als Verbindung von Spanier und Indianerin/Indígena

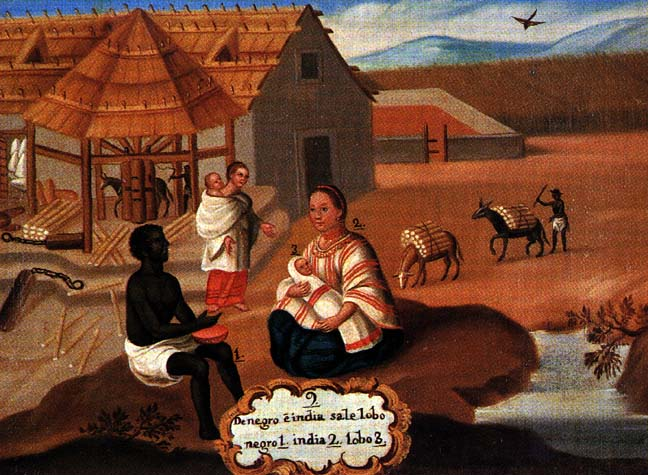
Zambo oder Lobo als Verbindung von Afrikaner und Indígena

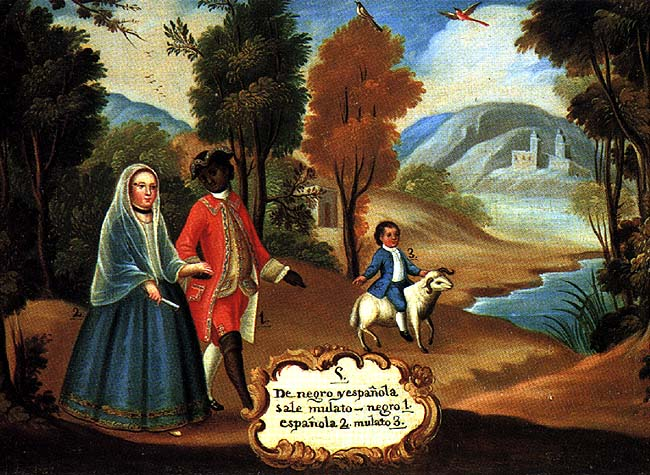
Mulatte als Verbindung von Afrikaner und Spanierin

Im 18. Jahrhundert, dem Zeitalter der Aufklärung, entwickelte sich in Neuspanien (Mexiko) die folgende Klassifizierung von Eltern und Nachkommen: 
- Spanier und Indígena – mestizo
- Schwarzer und Indígena  – zambo/lobo
- Schwarzer und Zamba – zambo prieto
- Weißer und Schwarzer – mulato
- Mulattin und Weißer – morisco
- Spanier und Morisco – albino
- Albino und Weißer – saltatrás (oder saltapatrás)
- Indio und Mestize – coyote
- Weißer und Coyote – harnizo
- Coyote und Indio – chamizo
- Morisco und Spanierin – chino
- Chino und Indianerin – cambujo
- Cambujo und Indianerin – tente en el aire
- Tente en el aire und Chino – no te entiendo
- Mulatte und Tente en el aire – albarazado

Die Zugehörigkeit zu einer der höheren Castas war Voraussetzung für die Aufnahme in einen geistlichen Orden oder die Berufung in ein öffentliches Amt. Sie musste nach den Vorschriften des Nachweises der Limpieza de sangre („Blutsreinheit“) belegt werden, einer im spätmittelalterlichen Spanien entstandenen Norm, nach der Marranen und Moriscos aus den verschiedenen Eliten ausgeschlossen wurden. Da im spanischen Kolonialreich die dafür erforderlichen genealogischen Nachweise oft nicht beigebracht werden konnten, urteilten die zuständigen Behörden nach dem Phänotyp, was zu einer willkürlichen Einteilung führte. So sind Fälle überliefert, in denen ein und dieselbe Person bei verschiedenen Gelegenheiten unterschiedlichen Castas zugewiesen wurde. Hinzu kam, dass ein Nachweis von Limpieza de sangre in den Kolonien käuflich war, sodass die angestrebte Erhaltung einer homogenen, altchristlich-europäischen Oberschicht sowie ihre Trennung von vermeintlich minderwertigen castas nicht gelang.

## Castas in der mexikanischen Gesellschaft des 19. Jahrhunderts
1810 bestanden nur 0,2 % der damaligen Bevölkerung Mexikos (ca. 6 Millionen Einwohner) aus Spaniern, 16 % aus Kreolen, also Nachfahren von Spaniern, 22 % aus Castas, 60 % aus Indios, 0,1 % aus sub-saharanischen Afrikanern. Bei den Castas waren Mischungen von Europäern und Indios am zahlreichsten.